# XO (canción de Beyoncé)
«XO» es una canción interpretada por la cantante estadounidense Beyoncé para su quintó álbum de estudio homónimo. Se lanzó como el primer sencillo del álbum el 16 de diciembre de 2013 por airplay. Beyoncé coescribió la canción junto a Terius «The-Dream» Nash y Ryan Tedder, mientras que la producción estuvo a cargo de los tres anteriores y Hit-Boy. Con el respaldo de un «teclado nervioso» y sintetizadores, es una pista de pop que incorpora elementos de la música electrónica. Terry Richardson filmó el vídeo musical de la canción en Coney Island.

## Antecedentes y descripción

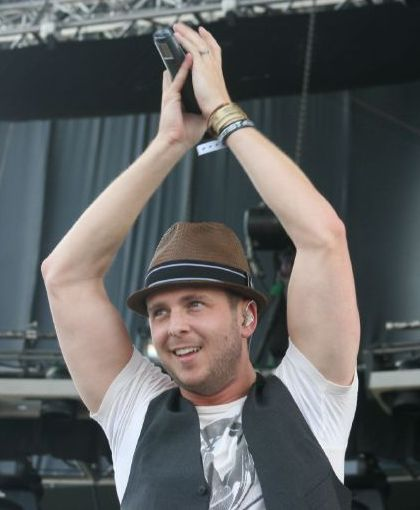
Ryan Tedder coescribió y coprodujo «XO».

Beyoncé compuso «XO» en colaboración con Terius «The-Dream» Nash y Ryan Tedder. La producción del tema estuvo a cargo de los tres anteriores y Chauncey Hollis bajo su nombre de producción Hit-Boy. Ramon Rivas y Justin Hergett se encargaron de la ingeniería de sonido. La voz de Beyoncé fueron grabadas por Stuart White y Bart Schoudel mientras que toda la instrumentación y programación fue realizada por Tedder. Andrew Scheps mezcló la canción. «XO» se grabó en cuatro diferentes estudios: en Trackdown Studios Sídney, Australia, los Tritonus Studios en Berlín, Alemania, y finalmente en Jungle City Studios y Oven Studios en Nueva York.
Fue incluida en el quinto álbum de estudio homónimo de Beyoncé, que se lanzó en iTunes Store sin ninguna promoción previa. En octubre de 2013, se informó por una fuente al Daily News que Beyoncé tenía planeado lanzar un nuevo sencillo y vídeo el 3 de diciembre de 2013. La publicación especulaba además que se esperaba que el sencillo que sería publicado era cuyo vídeo musical se filmó en agosto del mismo año, «XO». Otra fuente afirmó que el sencillo sería publicado en el cumpleaños número 44 de Jay-Z: 4 de diciembre de 2013.
Luego, cuando se publicó Beyoncé, Billboard informó que «Blow», otra canción del álbum, sería lanzada como el primer sencillo radial mundialmente, y «Drunk in Love» se enviaría a las estaciones de radio de música urbana en Estados Unidos; «XO» sería publicada como el segundo sencillo radial internacional en 2014. Sin embargo, el lanzamiento de «Blow» fue descartado y «XO» impactó en la radio contemporánea italiana y la radio contemporánea para adultos en Estados Unidos el 16 de diciembre de 2013. También se envió a las demás estaciones de diferentes géneros el día siguiente. «XO» es un balada romántica de pop con un tempo medio. Está construida en «teclados nerviosos», sintetizadores, un riff bucle de órgano y florituras electrónicas. Beyoncé utiliza un bajo registro cuando canta Baby love me, lights out («Ámame bebé, apaga las luces»).

## Recepción crítica
Tras su publicación, «XO» recibió una respuesta favorable por parte de la crítica. Mike Wass del sitio web Idolator la describió como un «himno radial... [que] es imposible de superar». Greg Kot del Chicago Tribune describió la producción de la canción como «previsible» y además añadió que la «apreciación del público para cantar» suena como si hubiera sido creada para ser interpretada en un encore de un concierto. Lindsay Zoladz de Pitchfork Media alabó el pop «grande, frontero [y] obliterante» de la canción que «exige ser proyectado en el cielo, como el equivalente auditivo de un fuego artificial», alabando además la interpretación vocal de Beyoncé con su registro más bajo concluyendo que «toda la impecabilidad aquí está brillantemente socavada por ese graznido áspera». Joe Lynch de Fuse describe a «XO» como la canción pop «más edificante» desde «Shake It Out» (2011) de Florence and the Machine y señaló que sus «niveles extravagantes de interés sónico» eran inéditos en los otros discos de Beyoncé.
Andrew Hampp y Erika Ramírez de la revista Billboard describieron a «XO» como «mágica» llamándola además como la «canción más amigable en la radio» en todo el álbum. Peter Tabakis desde el sitio web Pretty Much Amazing enlistó la canción como una de las «potenciales a grandes éxitos» del álbum describiéndola como una «magnífica balada». Un editor de la revista Spin escribió: «Un [éxito potencial de la radio del álbum] que se cierne es "XO", que (además de ser probablemente la única canción que podría jamás plausiblemente recuperar una imagen como "chocando contra usted") tiene un hook grandiosamente balanceado eso hace que el de "Wildest Moments" de Jessie Ware suene subestimado». Michael Cragg de The Guardian alabó el sonido de la pista y la llamó una opción inmediata para un sencillo.

## Vídeo musical

### Antecedentes y filmación
El 29 de agosto de 2013, se vio a Beyoncé en la montaña rusa de madera de Coney Island filmando un vídeo musical que Terry Richardson estaba dirigiendo. Ella llevaba una camiseta blanca, jeans y una gorra de béisbol con una foto de la cara de The Notorious B.I.G. Más tarde fue confirmado por varias publicaciones que Beyoncé estaba filmando un vídeo para una canción entonces titulada «XO» para su próximo álbum de estudio. The Daily Telegraph además informó que las modelos Jourdan Dunn, Jessica White y Diandra Forrest también aparecieron para la filmación del clip. El vídeo musical de «XO» se publicó a través de iTunes Store con el lanzamiento de Beyoncé el 13 de diciembre, junto con los otros vídeos de las otras canciones del álbum. Tres días después, el clip estuvo disponible en la cuenta de Vevo de Beyoncé en YouTube.

### Sinopsis

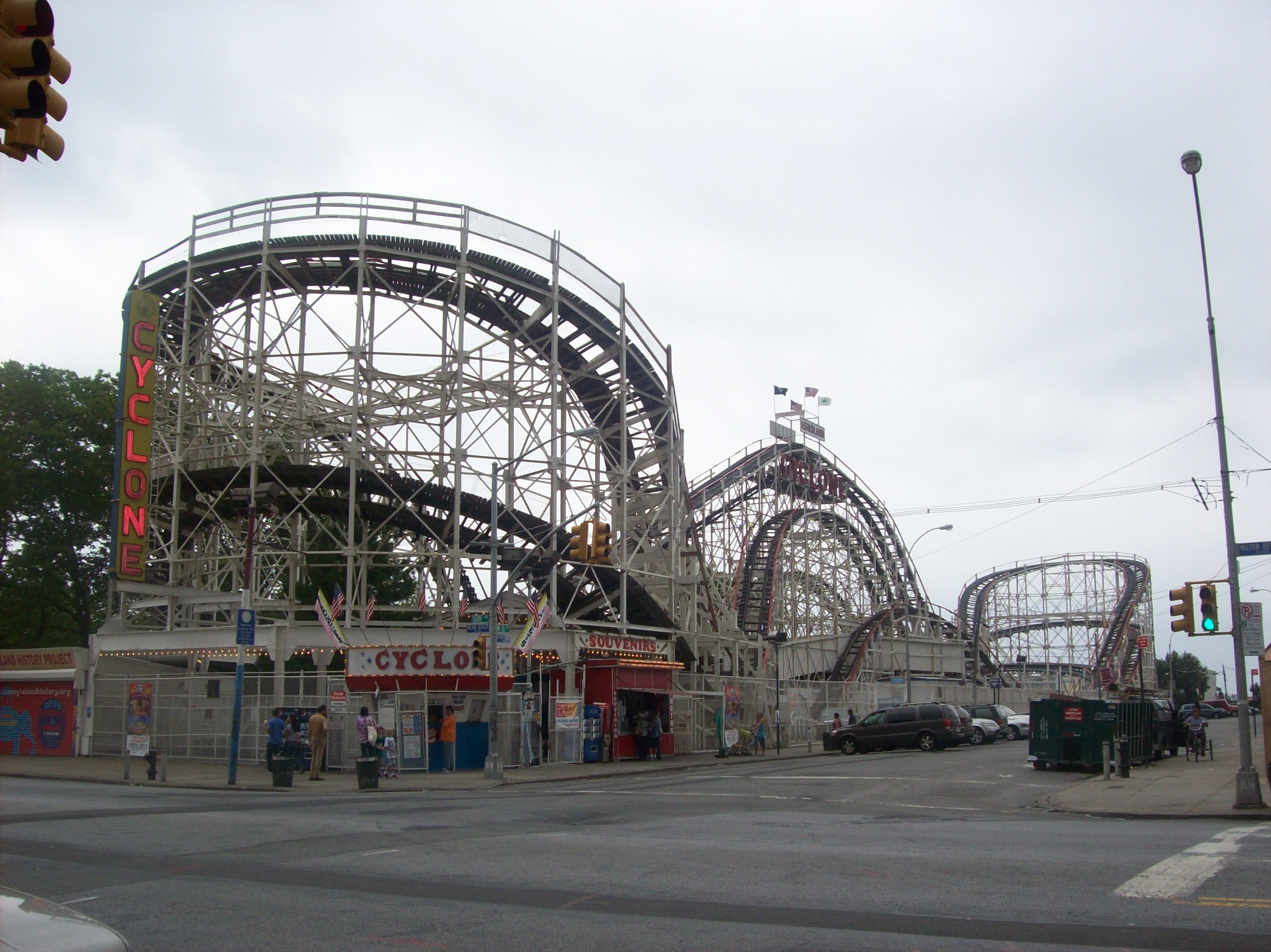
El vídeo musical se filmó en el parque de diversiones de Coney Island.

El vídeo comienza con escenas de Beyoncé colocándose delante de una pared hecha de bombillas multicolores parpadeantes. Ella estaba vestida con pantalones de mezclilla y una camiseta blanca. Varias escenas de Beyoncé y otras personas montando carros chocones aparecen. Ella entonces sigue jugando juegos de carnaval y monta en la montaña rusa con su estilista Ty Hunter mientras él llevaba una gorra adornada con la cara de Notorious B.I.G. Varias escenas muestran a Beyoncé caminando por el paseo marítimo, mientras que los paparazis la filman; durante una escena de un camarógrafo de TMZ.com hace un cameo. Otras escenas muestran a la cantante bailando con sus fanes y artistas de la calle mientras se divierten. Beyoncé también baila una danza coreografiada con varias chicas en un juego skee-ball; la coreografía incluye hacer corazones y «X» con las manos para acompañar al coro de la canción «you love me like XO». Las escenas de amor de parejas e instancias de varios establecimientos emblemáticos también se ofrecen en el clip. El metraje de Beyoncé mientras lleva a una multitud a hacer la coreografía de la canción también se muestra.

### Recepción
Un escritor de la revista Rap-Up elogió a Beyoncé por «difundir el amor» con el clip». Mike Wass del sitio web Idolator elogió al vídeo diciendo que, «Por suerte es tan guapo como la canción con Terry Richardson simplemente filmando a Bey disfrutando en Coney Island. Es casi demasiado perfecto». Chris Martins de la revista Spin escribió que el vídeo es «bastante enorme y conmovedor». Kory Grow de la revista Rolling Stone señaló que el clip fue un «vídeo divertido para una canción del mismo modo», diciendo además que su coreografía hecha con señales de mano de las letras «X» Y «O» puede dar lugar a que la versión de Beyoncé de una danza similar a la de «Y.M.C.A.». Finalmente, Whitney Phaneuf del sitio web HitFix comparó el vídeo con «Fantasy» (1995) de Mariah Carey diciendo que la música del vídeo de este hizo que «la montaña rusa se vea mejor».

## Presentaciones en vivo
Beyoncé interpretó «XO» por primera vez el 13 de diciembre de 2013 durante un concierto en Chicago, como parte de su The Mrs. Carter Show World Tour. Antes de la presentación, ella reveló que la canción fue escrita para sus fanes y agregó: «Esta es la primera vez, algo que nunca olvidaré». Luego ella la cantó mientras la audiencia respondía con euforia. Molly Wardlaw de Fuse describió la actuación como «gloriosa» y una «cosa celestial para contemplar». La canción también se interpretó como parte del encore de la gira en Toronto el 16 de diciembre del mismo año. Mientras reseñaba el concierto de Beyoncé en Washington D. C. el 19 de diciembre, Lavanya Ramanthatan de The Washington Post notó que «XO» era una de las «canciones más emocionantes» del espectáculo.

## Lista de canciones
| Descarga digital |        |                                                     |                                  |          |  |
| N.º              | Título | Escritor(es)                                        | Productor(es)                    | Duración |  |
| 1.               | «XO»   | Beyoncé Knowles Terius «The-Dream» Nash Ryan Tedder | Beyoncé The-Dream Tedder Hit-Boy | 3:35     |  |

## Listas semanales
| País (Lista)                           | Mejor posición |
| -------------------------------------- | -------------- |
| Canadá (Canadian Hot 100)              | 71             |
| Estados Unidos (Billboard Hot 100)     | 45             |
| Estados Unidos (Hot R&B/Hip-Hop Songs) | 19             |
| Estados Unidos (R&B Songs)             | 8              |
| Estados Unidos (R&B Streaming Songs)   | 6              |
| Reino Unido (Official UK R&B Singles)  | 23             |

## Créditos y personal
Créditos adaptados a partir de las notas de álbum de Beyoncé.

### Créditos de la canción
- Beyoncé Knowles: composición, voz, producción, producción vocal
- Terius Nash: composición, producción, piano, coros
- Ryan Tedder: composición, producción, grabación, programación, coros
- Hit-Boy: producción adicional
- Stuart White: grabación
- Bart Schoudel: grabación
- Ramon Rivas: ingeniería de sonido
- Justin Hergett: ingeniería de sonido
- Andrew Scheps: mezcla
- Tom Coyne: masterización
- Aya Merrill: masterización

### Créditos del vídeo
- Cameo: Jourdan Dunn y Jessica White
- Director: Terry Richardson
- Director creativo: Todd Tourso
- Director de fotografía: Starr Whitesides
- Productor ejecutivo: Coleen Haynes
- Productor: Adam Baxter
- Compañía productora: Black Dog Films
- Coreografía: Lee Anne Callahan-Longo, Kwasi Fordjour y Sam Greenberg
- Estilista: Lysa Cooper y Neal Farinah
- Estilistas adicionales: TY Hunter, Raquel Smith
- Editor: Holle Singer for Consulate LTD.
- Gerente de marca: Melissa Vargas
- Maquillaje: Francesca Tolot
- Estilista de uñas: Lisa Logan
- Corrección de color: Light Iron
- Efectos visuales: Kroma
- Fotografía: Mason Poole